# (220495) Margarethe
(220495) Margarethe est un astéroïde de la ceinture principale.

## Description
(220495) Margarethe est un astéroïde de la ceinture principale. Il fut découvert le 17 février 2004 à Wildberg par Rolf Apitzsch. Il présente une orbite caractérisée par un demi-grand axe de 2,31 UA, une excentricité de 0,24 et une inclinaison de 23,6° par rapport à l'écliptique.

## Compléments